# Pseudepipona farquahrensis
Pseudepipona farquahrensis är en stekelart som först beskrevs av Cameron.  Pseudepipona farquahrensis ingår i släktet Pseudepipona och familjen Eumenidae. Inga underarter finns listade i Catalogue of Life.